# Крещение Христа (картина Верроккьо)
«Крещение Христа» (итал. Battesimo di Cristo) — картина, написанная Андреа Верроккьо совместно с его учеником Леонардо да Винчи. Она была закончена приблизительно к 1475 году. Ныне хранится в галерее Уффици во Флоренции.
Картина была заказана бенедиктинским монастырём валломброзианов Сан-Сальви, где и находилась до 1530 года.
Часть картины (некоторые элементы пейзажа и светловолосый ангел слева) написаны Леонардо. Некоторые критики считают, что второго ангела написал Сандро Боттичелли. С ангелом Леонардо связана знаменитая легенда о «побеждённом учителе». Согласно ей, Вероккьо был настолько потрясён мастерством ученика, что забросил кисть. Однако исследователи считают эту историю апокрифической.

## Композиция картины
В центре картины расположена фигура Христа, сложившего в молитвенном жесте ладони. Справа от него стоит Иоанн Креститель со своим иконографическим атрибутом — жезлом-посохом в виде длинного тонкого креста. В руке Иоанна свиток с латинский надписью «Ecce Agnus Dei» (Вот Агнец Божий). Оба по щиколотки стоят в водах реки Иордан. Над головой Иисуса изображены две руки, исходящие с неба, и голубь — атрибуты Бога-Отца и Святого Духа. Слева от Иисуса расположены два ангела, имеющие вид прекрасных светловолосых мальчиков, преклоняющих колени. Над головами всех фигур золотые нимбы, причем нимб Иисуса содержит также крест. На фоне картины изображен каменистый пейзаж с небольшим количеством растительности. Вероккьо не стал изображать, в отличие от многих художников своей эпохи, современные ему здания или знакомые европейские пейзажи на фоне, решив придерживаться большего сходства с природой Ближнего Востока. Слева изображена пальма, также являющаяся символом спасения души, бессмертия. Фоном работы является нарисованная Монте-Сан-Мартино на озере Комо, вероятно, написанная в Лиерне.